# Emden (F-210)
L'Emden (pennant number F-210 e secondo la designazione NATO: FGS Emden) è stata una fregata missilistica di classe Bremen, quinta nave della Deutsche Marine a prendere il nome dalla città di Emden, in Bassa Sassonia.
Il contratto di costruzione venne assegnato alla Nordseewerke di Emden e l'impostazione della chiglia avvenne il 23 giugno 1980. Il 17 dicembre dello stesso anno avvenne il varo, sotto il patrocinio della signora Elfriede Klinkenborg, moglie del sindaco di Emden. Entrò in servizio il 7 ottobre 1983 ed è stata radiata il 29 novembre 2013, dopo 30 anni di servizio attivo.

## Storia
Dopo essere stata sottoposta a prove in mare, l'Emden entrò in servizio il 7 ottobre 1983. In seguito fece base a Wilhelmshaven come parte del 4. Fregattengeschwader, un componente dell'Einsatzflottille 2. L'Emden continuò la tradizione dei suoi predecessori nelle marine tedesche, portando una grande decorazione della Croce di Ferro, in onore dei successi del primo SMS Emden durante la prima guerra mondiale. La Croce di Ferro fu esposta nella parte anteriore del ponte fino a quando la fregata fu rimossa dal servizio attivo. Venne successivamente poi presentata all'Australia dall'ispettore della Marina Vizeadmiral Axel Schimpf il 6 ottobre 2013, alla International Fleet Review della Royal Australian Navy, in occasione del centenario dello stabilimento della Royal Australian Navy a Sydney.
Nel 1984 l'equipaggio dell'Emden vinse il "Barbarian Prize" per il miglior cannoniere della flotta. Nello stesso anno effettuò un addestramento al combattimento nel Regno Unito, presso l'isola di Portland.
Il 28 gennaio 1986, lo Space Shuttle americano Challenger esplose subito dopo il decollo e si spezzò. Durante questo periodo, l'Emden si trovava al largo della costa orientale della Florida e prese parte alla ricerca del relitto insieme a molte altre navi. Con l'aiuto del suo sonar, l'Emden riuscì a localizzare alcuni detriti e segnalarli ai soccorritori americani.
Da gennaio a marzo 1994 Emden fu l'ammiraglia del Kapitän zur See Henning Bess, il comandante del 4. Fregattengeschwader, durante l'esercitazione del Destroyer Exercise (DESEX) 1/94 nell'Atlantico meridionale. L'Emden, la petroliera Rhön, la nave da rifornimento Freiburge la fregata gemella Bremen salparono per Dakar, accompagnate a volte da navi della Royal Navy e della Marina francese. Le navi tedesche continuarono il viaggio facendo scalo a Buenos Aires, Montevideo, Mar del Plata e Recife. Alla base navale di Roosevelt Roads furono raggiunti dalla fregata gemella Niedersachsen per eseguire esercitazioni con l'artiglieria.
Nel 1995 e nel 1996 fu di nuovo nominata nave ammiraglia ospitando il Flottillenadmiral Frank Ropers. Nel giugno 1996 l'Emden era attivo nel mare Adriatico come parte dell'operazione NATO Sharp Guard, il blocco marittimo dell'ex Jugoslavia durante le guerre jugoslave.
All'inizio di ottobre 1998 la fregata missilistica classe Bremen si scontrò con il ponte Kaiser Wilhelm, ponte girevole e simbolo della città di Wilhelmshaven. Successivamente continuò a prestare servizio in diverse altre missioni internazionali, tra cui l'Operazione Enduring Freedom in tre distinti schieramenti nel 2002, 2006 e 2008, e, dal 18 ottobre al 6 novembre 2006, come parte del Standing NATO Maritime Group 1 nell'Operazione Active Endeavour.
Durante il dispiegamento dell'Emden nel 2008 a sostegno dell'operazione Enduring Freedom, durata dal 12 febbraio all'8 luglio, la fregata era attiva al largo del Corno d'Africa. Il 21 aprile lanciò il suo elicottero in risposta ad un attacco pirata somalo contro la petroliera giapponese Takayama. L'elicottero disperse con successo i pirati. Nella notte tra il 23 e il 24 aprile l'Emden scortò il veliero Star Clipper, dopo che fu avvicinato da diversi motoscafi sospetti. Il 28 giugno assistette la nave mercantile Amiya Scan, che era appena stata liberata dal controllo dei pirati. La fregata classe Bremen fornì acqua di emergenza, cibo, carburante e attrezzature di primo soccorso, oltre ai servizi di un'équipe medica.
All'inizio del 2009 venne pianificato l'Emden sarebbe salpato per l'Australia come parte del Standing NATO Maritime Group 1. Nel corso del viaggio sarebbe dovuta transitare vicino al luogo in cui il precedente SMS Emden, un incrociatore leggero della Marina imperiale tedesca, fu affondato nel 1914. Il viaggio fu annullato quando il FGS Emden fu invece assegnato a transitare nel Canale di Suez per prendere parte all'Operazione Atalanta, la missione antipirateria dell'Unione Europea al largo del Corno d'Africa.
L'Emden effettuò un secondo dispiegamento con l'operazione Atalanta, a partire dal gennaio 2010 fino al 19 maggio, quando venne sostituita dalla fregata Schleswig-Holstein.  Il 19 febbraio venne inviata ad indagare su un dau e una barca che si comportavano in modo strano. Il dau venne scoperto abbandonato e successivamente portato al seguito per evitare che potesse rappresentare un pericolo per la navigazione. Il dau venne poi restituito al proprietario yemenita dalla nave italiana Etna. L'11 marzo la fregata missilistica venne inviata verso un'area dove erano stati segnalati numerosi attacchi. Alla vista in una nave madre e due scialuppe, decisero di inviare una squadra d'imbarco. Una barca è stata affondata e l'altra è stata sequestrata come prova. Il 18 marzo risposse alle segnalazioni di un attacco al peschereccio spagnolo Albatun 2. Durante il viaggio scoprì due imbarcazioni pirata e una nave madre, dove distrussero le barche e sequestrarono le scale di aggancio. Due giorni dopo furono scoperte un'altra nave madre e due skiff. Una squadra salì a bordo della nave madre e distrusse armi, rampini, scale e le due barche.

### Destino finale
Nel 2013 l'Emden prese parte al viaggio di addestramento annuale della marina (Einsatz- und Ausbildungsverband), prima di tornare a Wilhelmshaven, dove venne rimossa dal servizio attivo il 15 giugno 2013 e formalmente dismessa dal Fregattenkapitän Hendrik Hülsmann il 29 novembre 2013.
Nel dicembre 2021, l'ex fregata classe Bremen venne offerta per la rottamazione dal governo federale tramite la società fiduciaria Vebeg. A metà del 2023, a quasi dieci anni dallo smantellamento, la Emden venne venduta come rottame alla Turchia. Il 14 giugno 2024 la nave partì verso il cantiere navale della città di Aliağa, in Turchia, in attesa di demolizione.

## Comandanti
Lista di comandanti del FGS Emden e relativa data di assunzione del comando:
1. Fregattenkapitän Dietrich von der Planitz: 7 ottobre 1983;[12]
2. Fregattenkapitän Thomas Kempf: 27 settembre 1984;
3. Fregattenkapitän Walter Reichenmiller: 1 aprile 1987;
4. Fregattenkapitän Eberhard Brumm: 30 settembre 1990;
5. Fregattenkapitän Hartmuth Wichmann: 27 settembre 1993;
6. Fregattenkapitän Jochen Jürgen: 16 settembre 1996;
7. Fregattenkapitän Heinrich Liebig: 19 febbraio 1999;
8. Fregattenkapitän Jörg Löffler: 22 giugno 2001;
9. Fregattenkapitän Thomas Jensen: 29 settembre 2003;
10. Fregattenkapitän Michael Giss: 22 settembre 2006;
11. Fregattenkapitän Ulrich Brosowsky: 18 settembre 2008;
12. Fregattenkapitän Jörg-Michael Horn: 29 luglio 2010;
13. Fregattenkapitän Hendrik Hülsmann: 27 agosto 2012.

## Galleria d'immagini

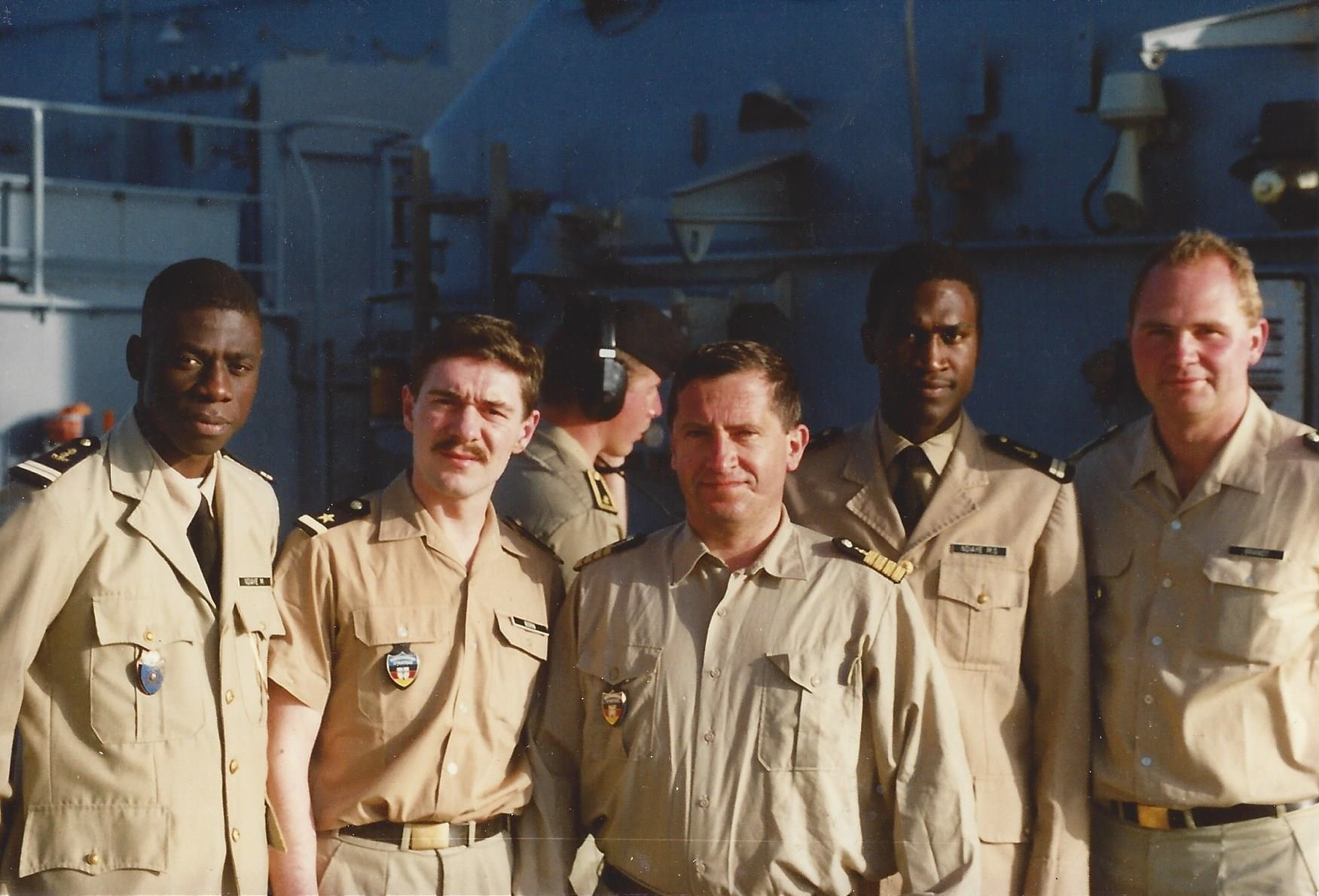
Ufficiali dell'Emden a Dakar nel gennaio del 1994.
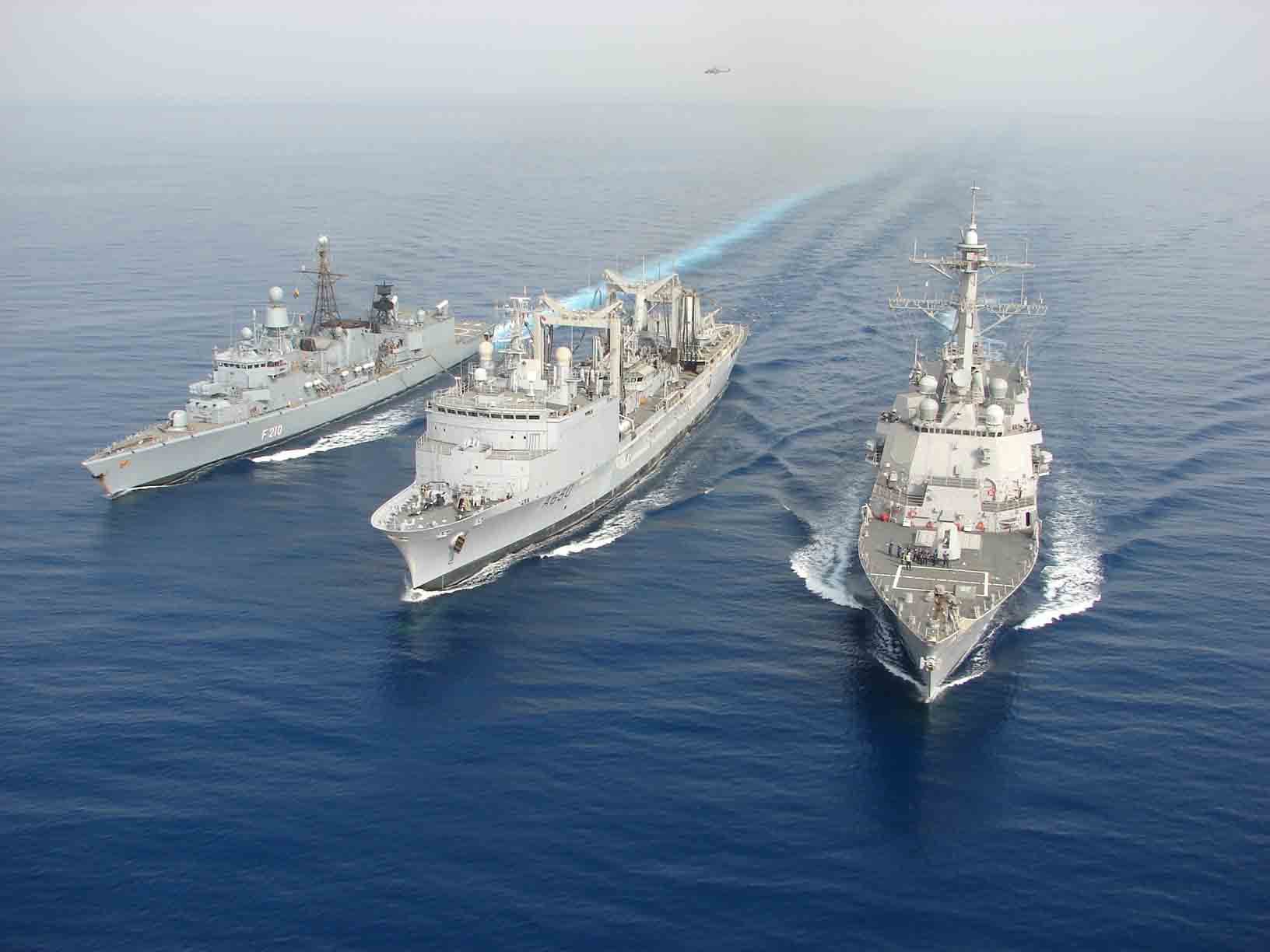
Il FGS Emden (a sinistra) insieme alla petroliera francese FS Marne e al cacciatorpediniere lanciamissili americano USS Shoup in navigazione nel Mar Arabico nel giugno del 2008.
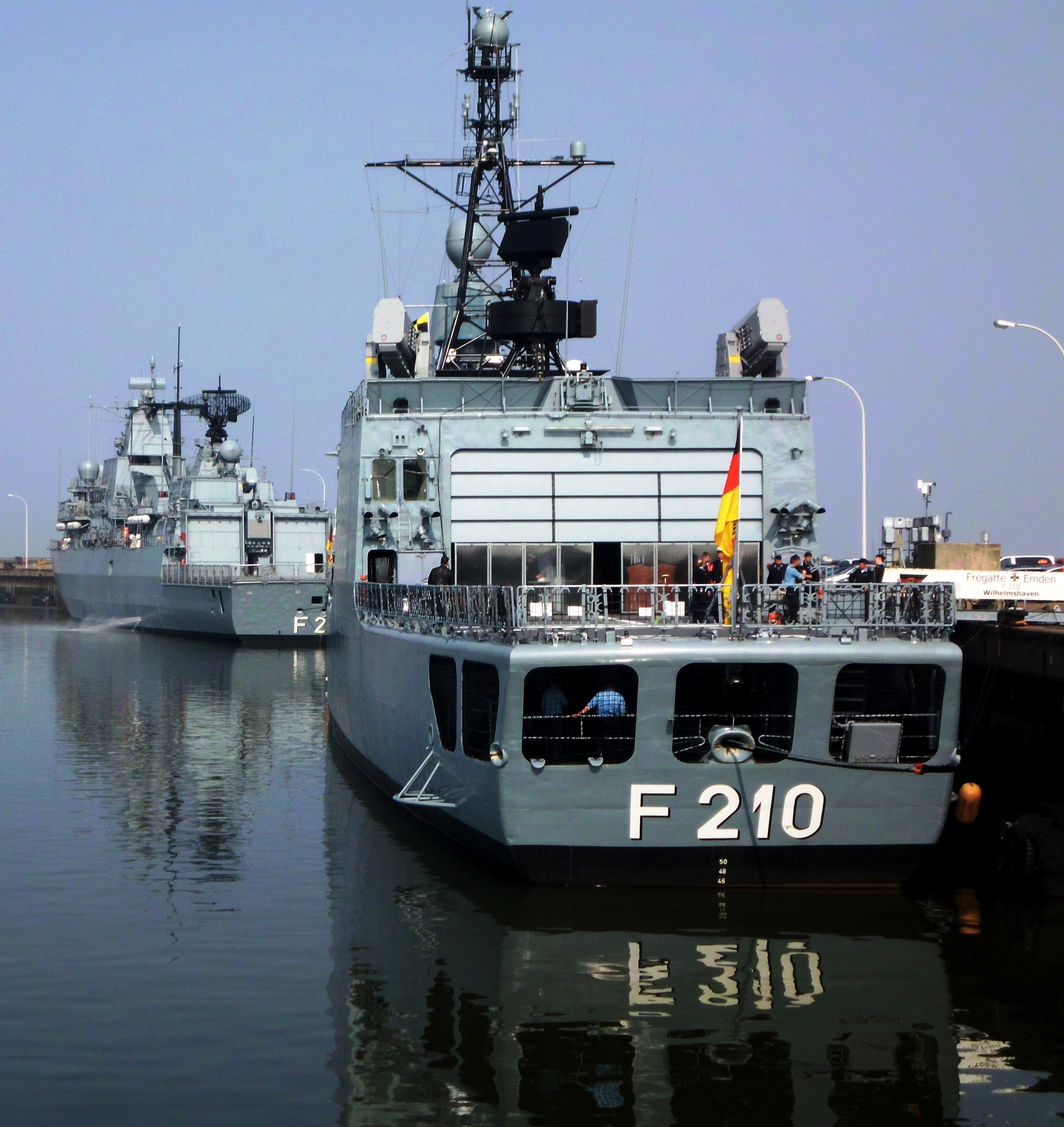
Il FGS Emden alla base navale di Wilhelmshaven nel marzo del 2011.
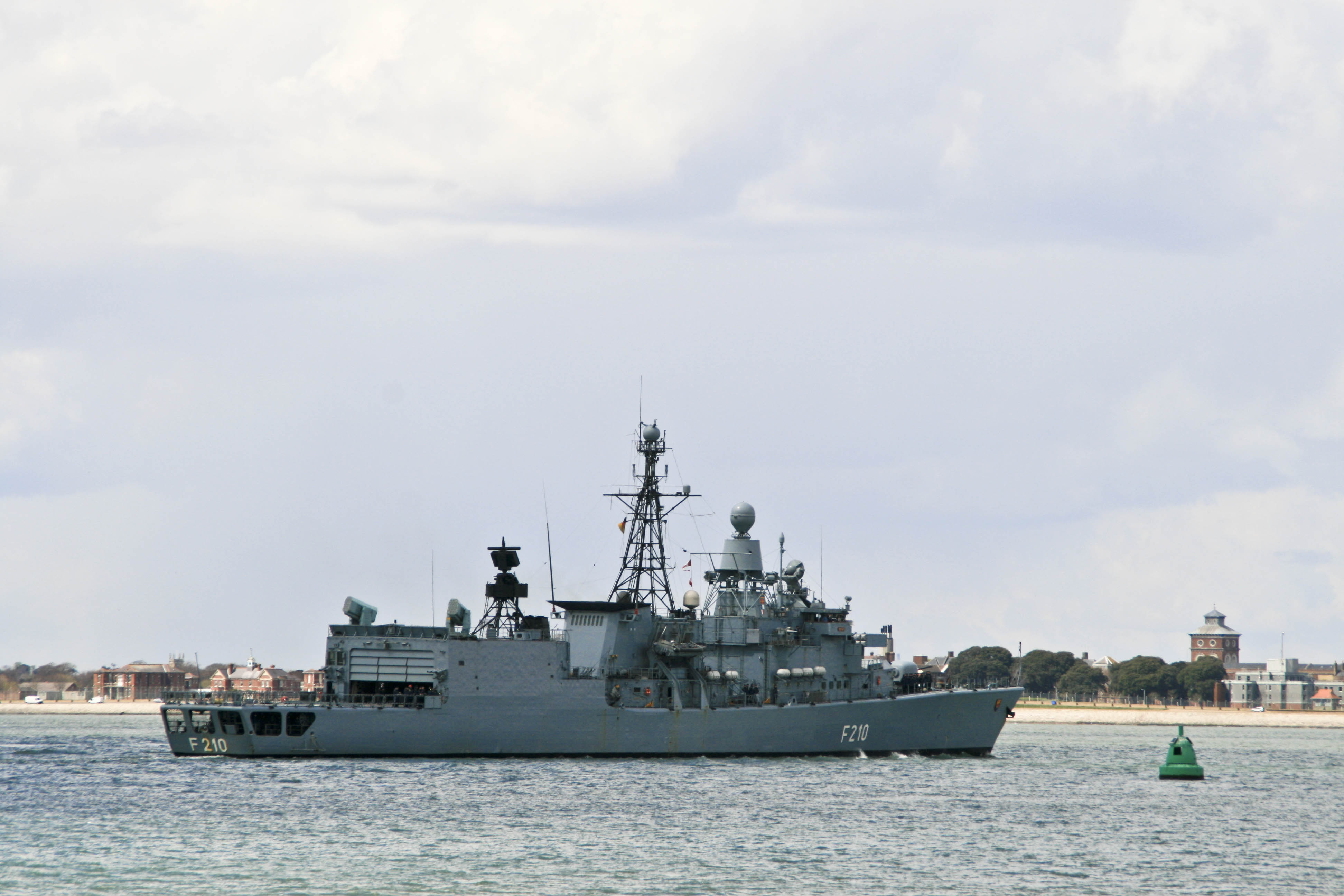
Il FGS Emden in navigazione davanti alla base navale di Portsmouth, UK, nell'aprile del 2013.
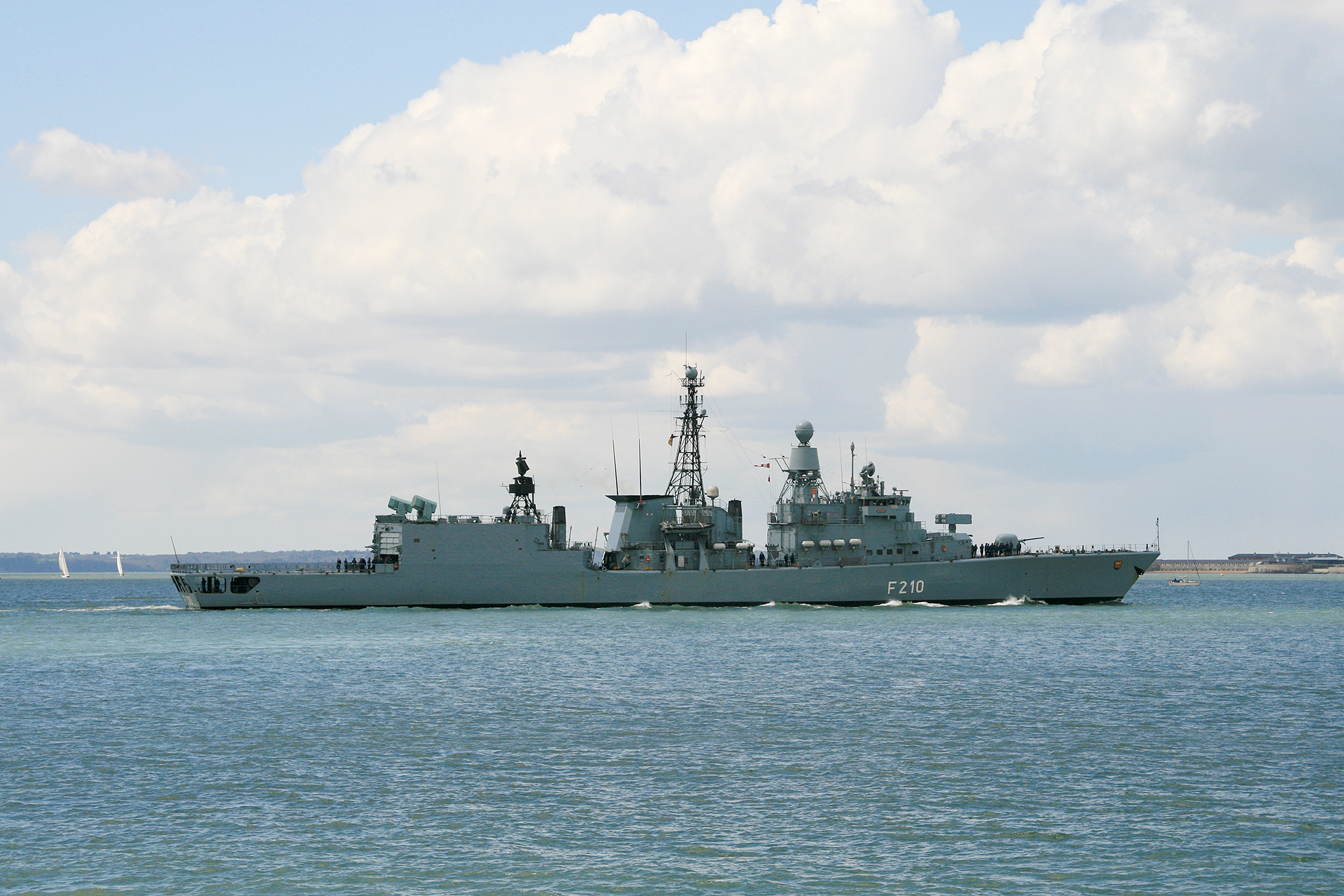
Il FGS Emden in navigazione davanti alla base navale di Portsmouth, UK, nell'aprile del 2013.